# Banco Agrario de Colombia
El Banco Agrario de Colombia (también conocido como BANAGRARIO) es una entidad financiera estatal fundada en 1999 en sustitución de la entonces Caja Agraria, como sociedad anónima con régimen de empresa industrial y comercial del estado colombiano, su sede principal se encuentra en la ciudad de Bogotá y tiene cobertura en todo el territorio colombiano. Hace parte del Grupo Bicentenario.
El BANAGRARIO tiene como principal objetivo brindar los servicios bancarios en el sector rural y financiar oportunamente las actividades agrícolas, pecuarias, forestales y agroindustriales, aunque no exclusivamente, se creó debido a la necesidad de llevar crédito a las zonas más alejadas y cubrir todas las zonas del país ya que para la mayoría de bancos comerciales no les es rentable tener operaciones allí.  Llamado inicialmente Banco de Desarrollo Empresarial S.A. y posteriormente a partir del  28 de junio de 1999 pasó a llamarse Banco Agrario de Colombia  S.A.

## Fiduagraria
La Sociedad Fiduciaria de Desarrollo Agropecuario S.A. (Fiduagraria S.A.) es una sociedad de economía mixta del orden nacional, sujeta al régimen de empresa industrial y comercial del Estado.